# Reposseïda
Reposseïda (títol original: Repossessed) és una comèdia fantàstica americana dirigida per Bob Logan l'any 1990, amb Leslie Nielsen i Linda Blair que parodia el seu paper a Exorcista (1973). Ha estat doblada al català.
Nominada als Premis Razzie: Pitjor cançó original

## Argument
Paròdia de la pel·lícula "L'Exorcista". Nancy és una dona adulta que té una família per cuidar. Però una nit, veient la televisió, és "reposeida" pel dimoni. El pare Jebedaiah Mayii i el pare Luke Brophy intentaran per tots els mitjans, de nou, fer un exorcisme per alliberar Nancy del mal...

## Al voltant de la pel·lícula
Ràpidament associada a la sèrie de Hi ha un policia ..., a causa de la presència de Leslie Nielsen en el repartiment, el film conrea tanmateix el mateix humor paròdic ridiculitzant sistemàticament els codis d'un gènere cinematogràfic precís. Aquí apunta més especialment al clàssic de terror modern El Exorcista (1973) de William Friedkin. Per l'ocasió, es retroba l'estrella principal, Linda Blair, qui reprèn, 17 anys després, el seu paper de posseïda pel dimoni.
Garbellant totes les escenes claus del film original, la paròdia es focalitza en l'escena d'una virulenta sàtira de la televisió, i més particularment del tele-evangelisme.

## Repartiment
- Leslie Nielsen: Pare Gedeon Mettez
- Linda Blair: Nancy Aglet
- Anthony Starke: Pare Luke Brophy
- Ned Beatty: Ernest Weller
- Lana Schwab: Fanny Ray Weller
- Thom Sharp: Braydon Aglet
- Benj Thall: Ned Aglet
- Robert Fuller: Dr. Charcute
- Dove Dellos: Frieda Aglet
- John Ingle: Crosby
- Doug Draizin: Fred Tortostein